# دهستان کنارسر
کنارسر، دهستانی است از توابع بخش کوچصفهان شهرستان رشت در استان ایران.

## جمعیت
براساس سرشماری سال ۱۳۸۵جمعیت آن ۷۱۰۲نفر (۲۱۱۹خانوار) بوده‌است. 